# Mare de Déu de l'Esperança del Puig
La Mare de Déu de l'Esperança del Puig és una església catòlica de la ciutat de Perpinyà, a la comarca del Rosselló, de la Catalunya del Nord.
Està situada a la mateixa església de Sant Jaume del Puig. Antigament separada per una paret, aquesta paret fou enderrocada i la capella quedà del tot connectada, de manera que constitueix quasi la meitat occidental de la nau, als peus de l'església gòtica.